# Isdigerdes (general)
Isdigerdes (em grego: Ιζδεγερδές) foi um oficial sassânida do século VI, ativo durante o reinado do xá Cavades I.

## Vida
Segundo Zacarias, ele era sobrinho do vitaxa de Arzanena Hormisda. Ele aparece em 531, quando estava em Arzanena com Gadar e seus 700 cavaleiros. Foram atacados pelo duque da Mesopotâmia Bessas em Bete Halte, próximo do Tigre, onde o exército persa foi destruído e Isdigerdes foi capturado e levado para Martirópolis. Em retaliação, Cavades ordenou que Aspebedes, Canaranges e Mermeroes sitiassem Martirópolis. Quando a Paz Eterna foi firmada em 532, uma troca de prisioneiros foi conduzida e Isdigerdes foi entregue em troca de Domencíolo.